# Доппельмайер, Порфирий Гаврилович
Порфи́рий Гаври́лович Доппельма́йер (1865 — после 1917) — член III Государственной думы от Витебской губернии.

## Биография
Родился в 1865 году в православной семье потомственных дворян.
Окончил Белгородскую гимназию и юнкерское кавалерийское училище (Елисаветградское?), откуда был выпущен офицером 6 августа 1886 года.
По выходе в отставку в 1892 году, служил земским начальником в Мелитопольском уезде Таврической губернии. С 1901 года состоял непременным членом Витебского губернского присутствия. Кроме того, был членом отделения Крестьянского банка, комитета мелиоратного кредита и местных благотворительных учреждений. С 1896 года — коллежский секретарь, с 1 сентября 1905 года — коллежский советник.
В должности помощника уездного предводителя дворянства и члена епархиального училищного совета принимал деятельное участие по заведованию народными школами. Также участвовал в разработке крестьянского положения.
В 1907 году был избран в члены III Государственной думы от Витебской губернии 1-м и 2-м съездами городских избирателей. Входил во фракцию октябристов. Состоял членом комиссий: по государственной обороне, земельной и чиншевой.
Судьба после 1917 года неизвестна. Был женат.